# Arij van der Meer
Arij Pieter van der Meer (Rotterdam, 18 januari 1903 – aldaar, 16 februari 1985) was een Nederlandse zakenman, en verzetsstrijder in de Tweede Wereldoorlog. Hij was betrokken bij de onderduik van een Joods gezin en de jacht op de verrader Anton van der Waals.

## Levensloop
Van der Meer werd geboren als bakkerszoon. Hij volgde na de HBS de studie elektrotechniek aan de Technische Hogeschool in Delft. Vervolgens trad hij in dienst van de bakkerij Van der Meer & Schoep, waar hij opklom tot directeur.
Op het moment dat de Tweede Wereldoorlog uitbrak woonde het gezin-Van der Meer aan de Prins Bernhardkade in Hillegersberg. Al vroeg in de oorlog kwam Van der Meer in aanraking met de verrader Anton van der Waals, die beweerde een uitvinding te hebben gedaan die van groot nut zou zijn voor de RAF. Van der Meer steunde Van der Waals financieel, hoewel zijn vrouw Riemke Van der Waals terecht niet vertrouwde. De politieman Jan van der Ende waarschuwde Van der Meer in de winter van 1940-41 dat hij met een verrader van doen had. Verschillende verzetsmensen die met Van der Waals te maken hadden gehad waren opgepakt.
Van der Ende wilde Van der Waals doodschieten, maar besloot daar na overleg met Van der Meer van af te zien. Van der Meer vond dat je niet zomaar het leven van een ander mocht ontnemen. De arrestatie van Van der Ende in augustus 1941 deed Van der Meer van mening veranderen, maar intussen was Van der Waals ongrijpbaar geworden. Hij veranderde vaak van naam en verblijfadres, waardoor Van der Meer en anderen tevergeefs jacht op hem maakten.
De familie-Van der Meer was penningmeester van de Gereformeerde Kerk in Hillegersberg. Zijn predikant Dirk Couvée moest niets van het nazisme weten. Op zijn aandrang zochten Van der Meer en zijn vrouw eind juli 1942 contact met het Joodse gezin-Van Cleeff die bij hen om de hoek woonde. Van der Meer regelde een onderduikadres voor hen en hun dochters. Hij reisde ook af naar Westerbork toen een van de dochters van het gezin, die onderdak had gevonden in het weeshuis van de zussen To en Lammerdina Holst, in 1943 werd opgepakt. Van der Meer sprak met haar, maar zij had aan haar ouders beloofd dat ze niemand haar ware identiteit zou onthullen, dus deed ze net of ze Van der Meer niet kende. Wel regelde hij voor haar en haar zus, die in 1944 gearresteerd was, twee doopbewijzen, waardoor zij naar Theresienstadt op transport werden gezet en niet naar Auschwitz of Sobibor. Mede daardoor overleefden beide zussen de oorlog.
Na de oorlog maakten Van der Meer opnieuw jacht op Van der Waals. Hij bewees dat zijn vermeende dood niet klopte en ontdekte uiteindelijk dat de verrader in Duitsland voor de Britse geheime dienst werkte. Van der Waals werd uitgeleverd aan Nederland waarna hij de doodstraf ontving. Van der Meer sprak met Van der Waals de avond voordat deze werd geëxecuteerd.
Het bedrijf Van der Meer & Schoep werd in 1956 overgenomen. Van der Meer zelf ruilde zijn directeurschap in voor een commissariaat. In de jaren daarna zou hij tal van commissariaten en bestuursfuncties vervullen bij andere bedrijven en instellingen.

## Persoonlijk
Van der Meer was getrouwd met Riemke Baukjen Groot (1903-1986). Samen kregen zij vier kinderen. In 1980 werd het echtpaar door het Israëlische holocaustcentrum Yad Vashem geëerd met de eretitel Rechtvaardige onder de Volkeren. In 1973 was Van der Meer al benoemd tot officier in de orde van Oranje-Nassau.